# 25e législature de la Saskatchewan
La 25e législature de la Saskatchewan est élue lors des élections générales de novembre 2003. Le Nouveau Parti démocratique est au pouvoir avec Lorne Calvert à titre de Premier ministre.
Le rôle de chef de l'opposition officielle est assumé par Elwin Hermanson du Parti saskatchewanais.

## Membres du Parlement
Les membres du Parlement suivants sont élus à la suite de l'élection de 2003 :
|  | Circonscription électorale | Membre                 | Parti           |
|  | -------------------------- | ---------------------- | --------------- |
|  | Arm River-Watrous          | Greg P. Brkich         | Saskatchewanais |
|  | Athabasca                  | Buckley Belanger       | Néo-démocrate   |
|  | Batoche                    | Delbert Kirsch         | Saskatchewanais |
|  | Biggar                     | Randy Weekes           | Saskatchewanais |
|  | Cannington                 | Dan D'Autremont        | Saskatchewanais |
|  | Canora-Pelly               | Ken Krawetz            | Saskatchewanais |
|  | Carrot River Valley        | Allan Kerpan           | Saskatchewanais |
|  | Cumberland                 | Joan Beatty            | Néo-démocrate   |
|  | Cut Knife-Turtleford       | Michael Chisholm       | Saskatchewanais |
|  | Cypress Hills              | Wayne Elhard           | Saskatchewanais |
|  | Estevan                    | Doreen Eagles          | Saskatchewanais |
|  | Humboldt                   | Donna Harpauer         | Saskatchewanais |
|  | Indian Head-Milestone      | Don McMorris           | Saskatchewanais |
|  | Kelvington-Wadena          | June Draude            | Saskatchewanais |
|  | Kindersley                 | Jason Dearborn         | Saskatchewanais |
|  | Last Mountain-Touchwood    | Glen Hart              | Saskatchewanais |
|  | Lloydminster               | Milton Wakefield       | Saskatchewanais |
|  | Martensville               | Ben Heppner 2          | Saskatchewanais |
|  | Martensville               | Nancy Heppner 2        | Saskatchewanais |
|  | Meadow Lake                | Maynard Sonntag        | Néo-démocrate   |
|  | Melfort                    | Rod Gantefoer          | Saskatchewanais |
|  | Melville-Saltcoats         | Bob Bjornerud          | Saskatchewanais |
|  | Moose Jaw North            | Glenn Hagel            | Néo-démocrate   |
|  | Moose Jaw Wakamow          | Deb Higgins            | Néo-démocrate   |
|  | Moosomin                   | Don Toth               | Saskatchewanais |
|  | Prince Albert Northcote    | Eldon Lautermilch      | Néo-démocrate   |
|  | Prince Albert-Carlton      | Myron Kowalsky†        | Néo-démocrate   |
|  | Regina Coronation Park     | Kim Trew               | Néo-démocrate   |
|  | Regina Dewdney             | Kevin Yates            | Néo-démocrate   |
|  | Regina Douglas Park        | Harry Van Mulligen     | Néo-démocrate   |
|  | Regina Elphinstone-Centre  | Warren McCall          | Néo-démocrate   |
|  | Regina Northeast           | Ron Harper             | Néo-démocrate   |
|  | Regina Qu'Appelle Valley   | Mark Wartman           | Néo-démocrate   |
|  | Regina Rosemont            | Joanne Crofford        | Néo-démocrate   |
|  | Regina South               | Andrew Thomson         | Néo-démocrate   |
|  | Regina Walsh Acres         | Sandra Morin           | Néo-démocrate   |
|  | Regina Wascana Plains      | Doreen Hamilton        | Néo-démocrate   |
|  | Rosthern-Shellbrook        | Denis Allchurch        | Saskatchewanais |
|  | Rosetown-Elrose            | Elwin Hermanson        | Saskatchewanais |
|  | Saskatchewan Rivers        | Lon Borgerson          | Néo-démocrate   |
|  | Saskatoon Centre           | David Forbes           | Néo-démocrate   |
|  | Saskatoon Eastview         | Judy Junor             | Néo-démocrate   |
|  | Saskatoon Fairview         | Andy Iwanchuk          | Néo-démocrate   |
|  | Saskatoon Greystone        | Peter Prebble          | Néo-démocrate   |
|  | Saskatoon Lakeview         | John Nilson            | Néo-démocrate   |
|  | Saskatoon Massey Place     | Eric Cline             | Néo-démocrate   |
|  | Saskatoon Meewasin         | Frank Quennell         | Néo-démocrate   |
|  | Saskatoon Northeast        | Ted Merriman           | Saskatchewanais |
|  | Saskatoon Nutana           | Pat Atkinson           | Néo-démocrate   |
|  | Saskatoon Riversdale       | Lorne Calvert          | Néo-démocrate   |
|  | Saskatoon Silver Springs   | Ken Cheveldayoff       | Saskatchewanais |
|  | Saskatoon Southeast        | Don Morgan             | Saskatchewanais |
|  | Saskatoon Sutherland       | Graham Addley          | Néo-démocrate   |
|  | Swift Current              | Brad Wall              | Saskatchewanais |
|  | The Battlefords            | Len Taylor             | Néo-démocrate   |
|  | Thunder Creek              | Lyle Stewart           | Saskatchewanais |
|  | Weyburn-Big Muddy          | Brenda Bakken-Lackey 1 | Saskatchewanais |
|  | Weyburn-Big Muddy          | Dustin Duncan 1        | Saskatchewanais |
|  | Wood River                 | Yogi Huyghebaert       | Saskatchewanais |
|  | Yorkton                    | Clay Serby             | Néo-démocrate   |

Notes

## Représentation
| **** | * | *    | *    | * | **** | **** | * | **** | **** | * | **** | **** | * | **** | **** |   |      |
| **** | * | **** | **** | * | **** | **** | * | **** | **** | * | **** | **** | * | **** | **** |   |      |
| **** | * | **** | **** | * | **** | **** | * | **** | **** | * | **** | **** | * | **** | **** |   |      |
| **** |   |      |      |   |      |      |   |      |      |   |      |      |   |      |      |   |      |
| **** |   |      |      |   |      |      |   |      |      |   |      |      |   |      |      |   |      |
| **** |   |      |      |   |      |      |   |      |      |   |      |      |   |      |      |   |      |
| **** | * | **** | **** | * | **** | **** | * | **** | **** | * | **** | **** | * | **** | **** | * | **** |
| **** | * | **** | **** | * | **** | **** | * | **** | **** | * | **** | **** | * | **** | **** |   |      |
| **** | * | **** | **** | * | **** | **** | * | **** | **** | * | **** | **** | * | **** | **** |   |      |

| Parti    | Parti                      | Membres |
|          | Nouveau Parti démocratique | 30      |
|          | Parti saskatchewanais      | 28      |
| Total    | Total                      | 58      |
| Majorité | Majorité                   | 1       |

Notes

## Élections partielles
Des élections partielles peuvent être tenues pour remplacer un membre pour diverses raisons :
| Circonscription   | Député élu    | Parti           | Date de scrutin | Motif                                            |
| ----------------- | ------------- | --------------- | --------------- | ------------------------------------------------ |
| Weyburn-Big Muddy | Dustin Duncan | Saskatchewanais | 19 mai 2006     | Brenda Bakken-Lackey démissionne en février 2006 |
| Martensville      | Nancy Heppner | Saskatchewanais | 5 mars 2007     | Ben Heppner meurt le 24 septembre 2006           |

Notes